# Ted Drake
Edward Joseph Drake (n. 16 august, 1912 - d. 30 mai, 1995) a fost un jucător și antrenor de fotbal și cricket englez. Este cunoscut mai ales pentru perioada în care a activat ca jucător la clubul Arsenal F.C. și perioada în care a antrenat clubul Chelsea F.C..